# 市镇 (卢森堡)

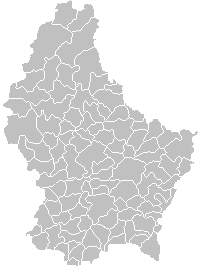
截至2023年，卢森堡有100个市镇。

市镇（法語：commune）卢森堡最低的行政区划。卢森堡现共有100个市镇。 
在卢森堡的行政区划中，市镇的级别低于县。市镇经常根据随时间推移的人口变化来进行合并或划分。各州负责政府的礼仪、行政和统计事务，而各市镇则提供地方政府服务。

## 术语
卢森堡有三种官方语言：法语、德语和本国语言卢森堡语。一些政府网站还提供英语版本
| 语言     | 名称（单数/复数）  |
| -------- | ------------------ |
| 法语     | commune/communes   |
| 德语     | Gemeinde/Gemeinden |
| 卢森堡语 | Gemeng/Gemengen    |

## 权力
市镇对与国家利益有关的事务没有立法控制，这些事务仅由众议院负责。但是，市镇对低于此事务具有广泛的权力。市镇提供公众教育，维护当地的道路网和其他基础设施，确保基本的公共卫生，并提供大多数社会保障。市镇还拥有在其境内进行全面医疗保健（包括维护医院和诊所的权力）的自由裁量权，负责土地使用规划，文化活动资金，为老年人提供护理以及提供充足的水、气和电。 

## 市镇和城市

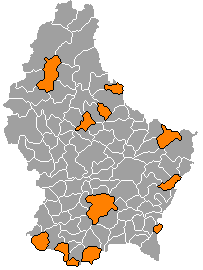
卢森堡的城市，橙色。

目前12个县辖有102个市镇。拥有城市地位的12个市镇是迪基希、迪弗当日、迪德朗日、埃希特纳赫、阿尔泽特河畔埃施、埃特尔布吕克、格雷文马赫、卢森堡、雷米希、吕姆朗日、菲安登和维尔茨。

## 旧市镇
自1839年建国以来，8个市镇已更名，43个市镇已合并，从而形成了今天的100个市镇。 

## 市镇的演变

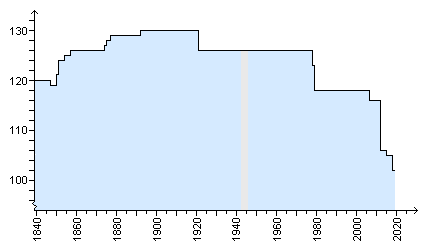
该图表显示了随着时间的推移，市镇数量的逐渐扩张和缩减